# Tử hình ở Jamaica
Hình phạt tử hình là một hình phạt nằm trong pháp lý ở Jamaica. Hiện tại, tội ác duy nhất bị trừng phạt bằng phương pháp tử hình ở quốc gia này là tội giết người nghiêm trọng. Phương pháp thực hiện là treo cổ. Người cuối cùng bị xử tử ở Jamaica là Nathan Foster, người bị kết án giết người và bị treo cổ vào năm 1988. Quốc hội Jamaica đã đặt lệnh cấm thi hành án tử hình cho đến năm 2009, khi nó được dỡ bỏ. Kể từ năm 2009, hình phạt tử hình là hợp pháp và các vụ hành quyết ở Jamaica có thể tiếp tục thi hành mà không bị ngăn cấm; tuy nhiên, vẫn không có vụ xử tử nào kể từ đó
Ước tính vào năm 2012, có bảy hoặc tám tù nhân ở Jamaica hiện đang bị kết án tử hình và sắp được thực thi. Các tội khác đều được nhận một hình phạt giảm nhẹ.